# Johann Michael Vogl

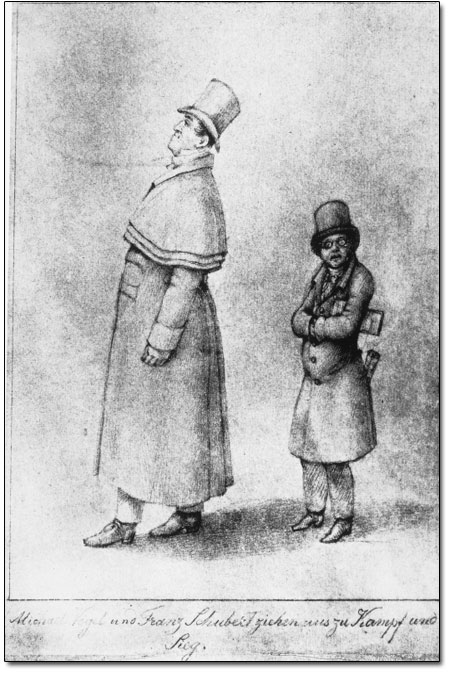
Vogl och Franz Schubert. Karikatyr av Franz Schober.

Johann Michael Vogl, född 10 augusti 1768 i Steyr, död 19 november 1840 i Wien, var en österrikisk sångare (baryton) och tonsättare.
Vogl var en uppburen sångare under sin levnad, men är framför allt ihågkommen som en av Franz Schuberts medarbetare och vänner. Han var anställd vid Wiener Hoftheater 1794-1822.